# SS- und Polizeiführer
El título de Jefe de Policía y SS (en alemán: SS- und Polizeiführer) se usó para designar a un alto funcionario nacionalsocialista que comandaba grandes unidades de las SS, la Gestapo y la policía uniformada alemana (Ordnungspolizei), antes y durante la Segunda Guerra Mundial.
Se establecieron tres niveles de subordinación para los portadores de este título:
- Jefe de policía y las SS (SS- und Polizeiführer, SSPF)
- Jefe superior de policía y SS (Höherer SS- und Polizeiführer, HSSPF, HSS-PF, HSSuPF)
- Jefe supremo de las SS y la policía (Höchster SS- und Polizeiführer, HöSSPF)

## Historia
Los primeros Jefes superiores de las SS y la Policía fueron nombrados en 1937 de entre los SS-Oberabschnitt Führer existentes (líderes de los distritos principales). El propósito del Jefe superior de las SS y la policía era ser una autoridad de mando directo para cada unidad policial y de las SS en una región geográfica determinada, Tal autoridad respondía solo al Reichsführer-SS Heinrich Himmler y Adolf Hitler. Debían actuar como el más alto enlace bajo Himmler y de elemento "unificador" para el mando de las SS y la policía en una región.
Dentro del Reich, el hombre nombrado como HSSPF generalmente también era un SS-Oberabschnitt Führer para esa región. En los territorios ocupados, no había Oberabschnitt, por lo que el HSSPF existía por su cuenta. Sin embargo, tenían algo que los HSSPFs del Reich no tenían - varios SS- und Polizeiführer (SSPF) informándoles. Había dos puestos de Höchster SS-und Polizeiführer (Jefe Supremo de las SS y la policía). Estos fueron Italia (1943–1945) y Ucrania (1943–1944), los cuales tenían varios HSSPF y SSPF informándoles.
Los líderes de las SS y la policía mandaban directamente a personal y representantes de casi todas las ramas de las SS y la policía uniformada. Esto incluía típicamente a los Ordnungspolizei (OrPo; policía regular), la Gestapo (Policía Secreta del Estado), las Totenkopfverbände (SS-TV; campos de concentración nazis), la SD (Servicio de Seguridad) y ciertas unidades de las Waffen-SS (unidades de combate). La mayoría de estos Jefes de las SS y la policía normalmente tenían el rango de SS-Gruppenführer o superior y respondían directamente a Himmler en todos los asuntos relacionados con las SS dentro de su área de responsabilidad. Su función era ser parte del mecanismo de control de las SS dentro del estado que controlaba a la población alemana y supervisaba las actividades de los hombres de las SS dentro de cada distrito respectivo. Los hombres en estas posiciones podrían pasar por alto la cadena de mando principal de las oficinas administrativas en su distrito para las SS, la SD, la SiPo, las SS-TV y la OrPo bajo el "pretexto de una situación de emergencia", obteniendo así el control operacional directo de estos grupos.
Himmler autorizó que las SS y las bases policiales (SS- und Polizeistützpunkte) se establecieran en la Polonia ocupada y en las áreas ocupadas de la Unión Soviética. Debían ser "complejos agrícolas industrializados y armados". También mantendrían el orden en las áreas donde se establecieron. No fueron más allá de la etapa de planificación.
En 1944 y 1945, muchos HSSPF fueron promovidos al rango de general en las Waffen-SS por Himmler. Aparentemente, este fue un intento de proporcionar protección potencial bajo las reglas de guerra del Conferencia de La Haya.

## Crímenes contra la humanidad
Los Jefes de las SS y la Policía servían como generales de las SS al mando de cualquier Einsatzgruppen (grupos de operaciones) que operaban en sus áreas. Esto implicaba ordenar la muerte de decenas de miles de personas y, después del final de la Segunda Guerra Mundial, la mayoría de los Jefes de las SS y la Policía que habían servido en Polonia y la Unión Soviética fueron acusados de crímenes de guerra y crímenes de lesa humanidad.
Los Jefes de las SS y la Policía eran la autoridad supervisora de los guetos judíos en Polonia y, como tales, coordinaron directamente las deportaciones a los campos de exterminio nazis con la ayuda administrativa de la RSHA. Tenían el mando directo sobre los batallones de la OrPo y los regimientos de la SD que estaban asignados para proteger a los guetos.

## Lista de Jefes de las SS y la Policía

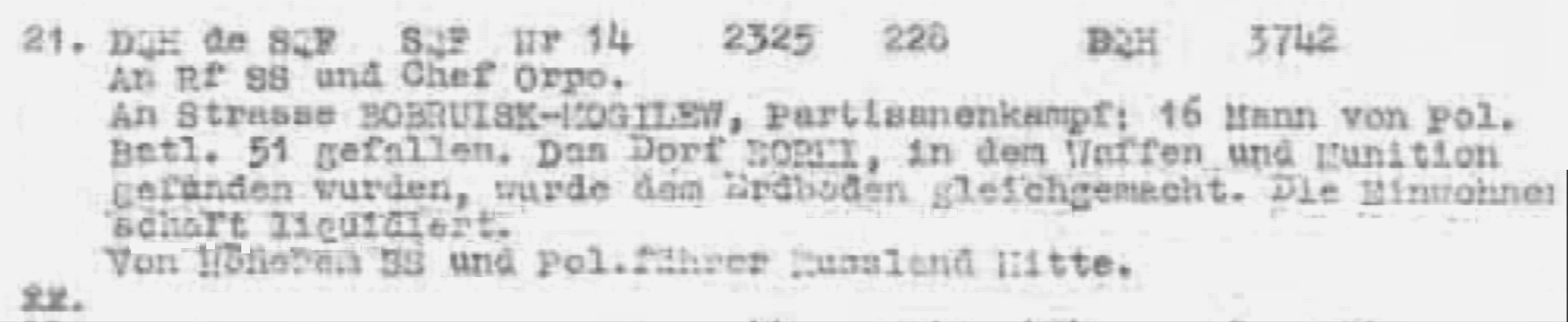
Telegrama descifrado de un "HSSPF Russland Mitte" (Rusia central) en 1942, informando a Himmler de la "liquidación" de una aldea en Bielorrusia (del informe de la NSA)

Nota: los hombres a menudo se transferían y promovían a medida que avanzaba la guerra. Las áreas del HSSPF en sí mismas pueden cambiar, ser absorbidas, dejar de existir, etc. Esta lista no es de ninguna manera exhaustiva.

### HöSSPF
- Karl Wolff – "Italien"
- Hans-Adolf Prützmann – "Ukraine"

### HSSPF

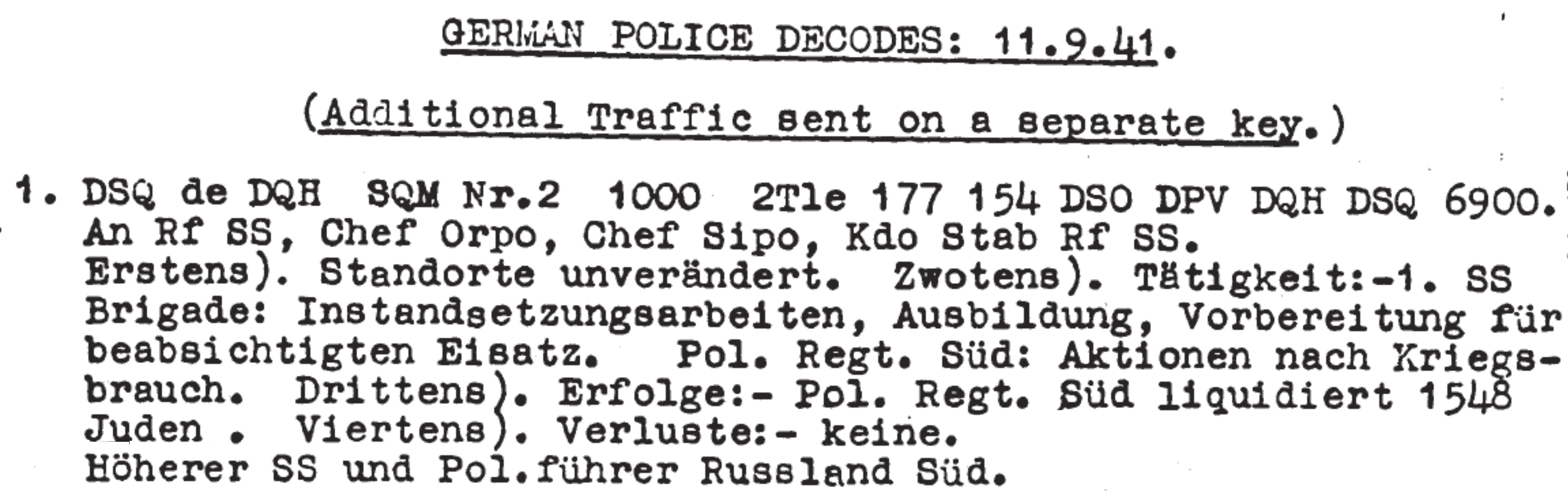
Otro descifrado, de 1941, HSSPF Russland Sud (sur de Rusia), reportando a Himmler la "liquidación" de los judíos (del informe de la NSA).

- August Meyszner - Serbia y Montenegro
- Hermann Behrends - Serbia y Montenegro
- Udo von Woyrsch - "Elbe"
- Carl Oberg - Francia
- Ernst Kaltenbrunner - Donau
- Karl Hermann Frank - Protectorado de Bohemia y Moravia
- Friedrich Jeckeln - Norte de Rusia
- Richard Hildebrandt - Mar Negro
- Erwin Rösener - Alpenland
- Odilo "Globus" Globocnik - Costa Adriática
- Hanns Albin Rauter - Países Bajos
- Erich von dem Bach - Rusia Central
- Wilhelm Rediess - Noruega
- Günther Pancke - Dinamarca
- Jürgen Stroop, luego Walter Schimana, luego Hermann Franz - Grecia
- Friedrich-Wilhelm Krüger, luego Wilhelm Koppe - Gobierno general (Polonia)
- Karl von Eberstein - área de Munich en Alemania
- Franz Walter Stahlecker - Reichskommissariat Ostland (Estonia, Letonia, Lituania, Bielorrusia)

### SSPF
- Jürgen Stroop - Varsovia
- Franz Kutschera - Mogilev y Varsovia
- Julian Scherner - Cracovia
- Odilo "Globus" Globocnik - Lublin